# Barbus trispiloides
Barbus trispiloides е вид лъчеперка от семейство Шаранови (Cyprinidae).

## Разпространение
Видът е разпространен в Либерия.

## Описание
На дължина достигат до 5,8 cm.